# Convención franco-holandesa del 28 de noviembre de 1839
La Convención franco-holandesa del 28 de noviembre de 1839 (en francés: Convention franco-hollandaise du 28 novembre 1839) concerniente a los "buenos arreglos amistosos sobre nuevas bases" del Tratado de Concordia firmado casi dos siglos antes, el 23 de marzo de 1648, entre Francia y Holanda, que definía el intercambio y la doble soberanía sobre la isla de San Martín en el Caribe.
Este fue hecho bajo el principio de  cambios de redacción, "sin cambiar nada en el fondo" con modificaciones para la caza, la pesca, la explotación conjunta de la sal y la extradición de delincuentes.
Sin embargo, el preámbulo de la Convención considera que " el tratado de 23 de marzo 1648 ... nunca se ha observado estrictamente" , y en el artículo 1 se establece que "el Tratado de 1648 y todos los que puedan haberse concluido desde ... se considerará sin efecto y por el presente cancelado" después de la aprobación de este acuerdo por los Gobernadores de Surinam (Países Bajos) y Guadalupe (Francia).